# Удмуртски език
Удмуртският език (самоназвание: удмурт кыл) е езикът на удмуртите, които населяват Република Удмуртия в състава на Руската федерация. Близък е до езиците коми и коми-пермякски. Използва разширен вариант на кирилицата с прибавени букви Ӝ/ӝ, Ӟ/ӟ, Ӥ/ӥ, Ӵ/ӵ, Ӧ/ӧ, които не се използват от други езици.

## Граматика

### Неофициална латинска писменост
| A a | B b | C c | Ç ç | D d | E e | F f   | G g |
| H h | I ı | İ i | Ï ï | J j | Ž ž | Dʑ dʑ | K k |
| L l | M m | N n | O o | Ö ö | P p | R r   | S s |
| Ş ş | T t | U u | V v | X x | Y y | Z z   |     |

Удмуртският е аглутинативен език, който използва окончания за изразяване на притежание, време, начин и т.н. Не притежава категорията „род“. Във фонетиката няма разлика между дълги и кратки гласни, нито вокална хармония.

### Морфология
Имената не се различават по форма, като една форма може да бъде съществително, прилагателно, глагол или наречие, например из означава „камък“ и „каменен“, пӧсь – „топлина, топъл, топло, топля“. Има 15 падежа, които се изразяват с неизменяеми окончания. Само в единствено число може да има промяна в окончанията от -e, -ед, -ез в -ы, -ыд, -ыз, особено при думи, означаващи части на тялото, членове на семейството и др., например киы (ки + ы = „ръката ми“), киыд (ки + ыд = „ръката ти“) и киыз (ки + ыз = „ръката му/й“). Притежателното местоимение за 3 лице играе ролята и на определителен член.
Глаголната система се характеризира с три наклонения: изявително, повелително и условно. Изявителното наклонение има 3 времена: сегашно, бъдеще, минало, както и преизказна форма изразена със спомагателен глагол (вал – говорещият е очевидец, вылэм – говорещият не е очевидец).
Словоредът е свободен.

### Речников състав
Около 10 – 30% от удмуртските думи са заемки от татарския език, както и от руския.